# Quercus kouangsiensis
Quercus kouangsiensis — вид рослин з родини букових (Fagaceae), ендемік південно-східних і південно-центральних областей Китаю.

## Опис
Це дерево 12–15 метрів заввишки. Гілочки густо запушені. Листки шкірясті, яйцюваті або довгасто-еліптичні, 12–18 × 3–6 см; основа клиноподібна; верхівка гостра; край цілий або верхівкова 1/3 зубчаста; низ густо запушений; ніжка густо світло-коричнево запушена, 15–30 мм. Період цвітіння: березень — квітень. Маточкові суцвіття завдовжки 15 мм. Жолуді від яйцюватих до циліндричних, завдовжки 30–45 мм, ушир 25 мм, верхівка округла, основа більш-менш опукла; чашечка заввишки 20–30 мм, ушир 20–28 мм, закриває 1/2 горіха, луска у 8–9 концентричних кільцях; дозрівають другого року у жовтні — грудні.

## Середовище проживання
Ендемік південно-східних і південно-центральних регіонів Китаю (Гуансі, Хайнань, Гуандун, Хунань, Юньнань); зростає у вологих, широколистяних вічнозелених лісах.

## Використання й загрози
Може бути вразливим до місцевого збору дров. У межах ареалу виду наявне перетворення середовища існування задля сільського господарства. Будівництво доріг у долинах також може становити загрозу. Особливо популяції провінцій Хайнань і Юньнань можуть зазнати сильного тиску, оскільки значна частина лісу вирубується задля плантацій каучуку та бананів.